# Crónica de Travnik
Crónica de Travnik (en serbocroata: Travnička hronika/ Травничка хроника) es una novela histórica escrita por el autor yugoslavo Ivo Andrić en 1945. La novela trata sobre un cónsul francés y otro austríaco que entre 1806 y 1814 desempeñan sus funciones en el pueblo bosnio de Travnik, por aquel entonces parte del Imperio otomano. La novela está escrita en tercera persona y consta de un prólogo, un epílogo y 28 capítulos.

## Argumento
En plenas guerras napoleónicas, Jean Daville es un cónsul francés que llega a Travnik para representar al pueblo galo en esa región del Imperio otomano. De educación europea y liberal, Daville se encuentra con un pueblo y cultura totalmente diferentes en el que conviven católicos, ortodoxos, musulmanes, gitanos y judíos bajo el gobierno del visir otomano. Poco después de su llegada a Bosnia, anuncia su llegada su homólogo austríaco, Jozef von Mitterer, y pronto se vivirá una gran rivalidad entre ambos.